# یاسمن صخره‌ای
یاسمن صخره‌ای (نام علمی: Androsace) نام یک سرده از تیره پامچالیان است.